# Alberto Bravin
Alberto Bravin (Trieste, 1983) è un cantante e polistrumentista italiano.

## Biografia
Bravin studia sin da bambino pianoforte classico, spinto dai genitori appassionati di musica, col maestro Marco Ballaben. Chitarrista autodidatta, studia canto come allievo del maestro Nicolò Ceriani e si diploma a Londra in canto moderno.
Milita sin dal 1997 nel gruppo triestino dei Sinestesia che viene notato, nel 2004 durante un concerto come supporters di Carl Palmer, da Franz Di Cioccio che decide di produrli con l'etichetta Aerostella. Ne nascono due album (Sinestesia nel 2007 e The Day After Flower nel 2010) dopo i quali il gruppo si scioglie (molti membri confluiranno nei Rhapsody of Fire di cui Bravin sarà tecnico del suono in tour ed in quattro album tra il 2013 ed il 2021, registrati nei suoi Echos Studios di Trieste).
Nel 2014 entra a far parte della Premiata Forneria Marconi assieme al chitarrista Marco Sfogli per sostituire nelle parti vocali e come polistrumentista l'uscente Franco Mussida. Con la Premiata Forneria Marconi registrerà due album (Emotional Tattoos nel 2017 e I Dreamed of Electric Sheep - Ho sognato pecore elettriche nel 2021), girando il mondo in tour per sette anni sino alla chiamata da parte dei Big Big Train per sostituire il defunto cantante David Longdon.

## Discografia

### Con i Sinestesia
- 2007 – Sinestesia
- 2010 – The Day After Flower

### Con la Premiata Forneria Marconi
- 2017 – Emotional Tattoos
- 2021 – I Dreamed of Electric Sheep - Ho sognato pecore elettriche

### Con i Big Big Train
- 2023 – Ingenious Devices (nel brano live Atlantic Cable registrato nel 2022)
- 2024 – The Likes of Us